# Willy Maltaite

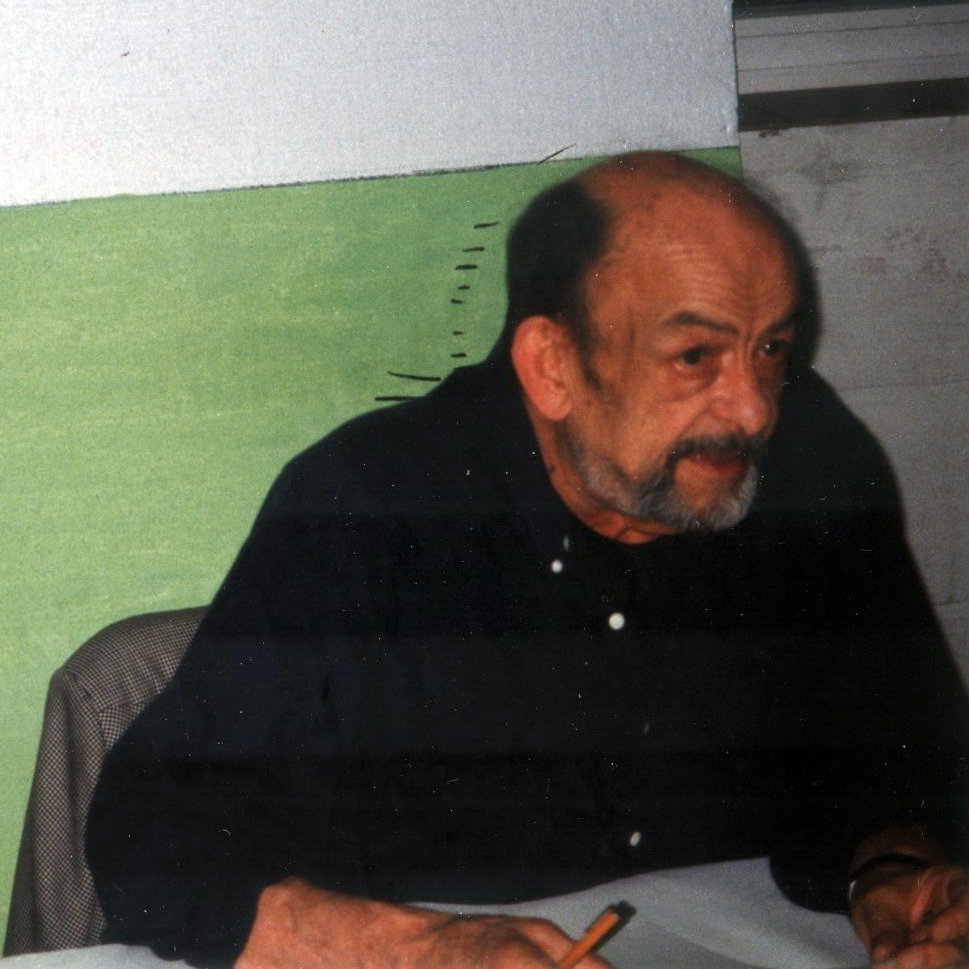
Willy Maltaite, 1996

Willy Maltaite alias Will (* 30. Oktober 1927 in Anthée, Belgien; † 18. Februar 2000 in La Hulpe, Belgien) war ein belgischer Comiczeichner. Willy Maltaite ist auch Vater des Comiczeichners Éric Maltaite.
Als Zeichner war er ein klassischer Karikaturist, der einen wesentlichen Anteil am Erfolg des Wochenmagazins Spirou in den Jahren nach dem Zweiten Weltkrieg hatte. Will stand zudem für eines der wenigen Bindeglieder zwischen den Schulen von Marcinelle (École Marcinelle) um das Spirou-Magazin von Dupuis und von Brüssel um das Tintin-Magazin von Lombard, da er zeitgleich für beide Verlagshäuser arbeitete. Von 1958 bis 1960 war er sogar künstlerischer Leiter bei Tintin.

## Ausbildung
Mit 16 Jahren begann er eine Ausbildung als Zeichner und Grafiker bei Jijé (Joseph Gillain), neben Hergé einem der Wegbereiter des frankobelgischen Comics. 1946 gehörte er zusammen mit Morris und Franquin der berühmten Hausgemeinschaft an, die gemeinsam mit Jijé in dessen Haus wohnte und arbeitete. Erste Arbeiten für den Dupuis-Verlag wurden in den Zeitschriften Bonnes Soirées und Le Moustique veröffentlicht. Von dort gelang ihm 1947 der Sprung zum im selben Verlagshaus publizierten Jugendmagazin Spirou. Im selben Jahr veröffentlichte er seinen ersten eigenen Comic („Die Geheimnisse von Bambochal“).

## Harry und Platte
Die von dem Zeichner Fernand Dineur geschaffenen Figuren „Tif et Tondu“ (auf Deutsch zuerst unter dem Titel „Gin und Fizz“ erschienen, ab 1988 dann als „Harry und Platte“) übernahm Will 1948 und baute sie in über 40 Jahren zu einem der Klassiker des frankobelgischen Semi-Funny aus. Nicht unwesentlichen Anteil am Erfolg hatten die begnadeten Texter Maurice Rosy und Maurice Tillieux. Rosy schrieb 1954–1969 die Szenarien für Will und führte den maskierten Verbrecher Monsieur Choc (deutsch Schock) als Gegenspieler für die Hobbydetektive in die Serie ein. Tillieux, bereits bekannt als Autor u. a. der Detektiv-Serie „Gil Jourdan“ (auf Deutsch zunächst unter dem Titel „Harro und Platte“, später als „Jeff Jordan“), übernahm das Texten 1969 nach dem Abgang von Rosy und setzte es bis zu seinem Unfalltod 1978 fort, zuletzt assistiert von Stephen Desberg, der diese Tätigkeit dann gänzlich übernahm und bis 1990 ausfüllte, als sowohl Will wie er selbst aus der Serie ausstiegen.

## Weitere Arbeiten
Neben „Tif et Tondu“ widmete sich Will auch anderen Projekten. So schuf er 1957 für das Erwachsenen-Magazin Paris Flirt 22 Strips der Serie Lili mannequin nach Texten von René Goscinny. Ab 1962 zeichnete er nach Skripts von Antoine Raymond (alias Vicq) für Spirou die kurzlebige Serie Eric et Artiesmon. Etwa zur selben Zeit kreierte er für das Magazin Record die Serien Marco et Aldebert und Record et Véronique. Nach Texten von Peyo zeichnete er außerdem zwei lange und eine kurze Geschichte der Serie Jacky et Célestin. 1969 schuf er gemeinsam mit Yvan Delporte, Raymond Macherot und später André Franquin die Serie Isabella, von der er bis 1995 zwölf Alben zeichnete.
Als versierter Illustrator mit einem Gespür für zeitgenössisches Design trat er gelegentlich auch als Hintergrundzeichner in Erscheinung, so bei der Episode „Tiefschlaf für die ganze Stadt“ von Franquins Spirou und Fantasio (1956), bei den ersten beiden Bänden der Peyo-Serie Benni Bärenstark (1960/61) sowie 1983 für ein Album der Reihe Natascha von François Walthéry. Ferner war er von 1966 bis 1969 künstlerischer Leiter der Dupuis-Bilderbuchreihe Carrousel, zu der er selber einige Bände beisteuerte.
Ungewohnte Spätwerke sind die gemeinsam mit Stephen Desberg realisierten ‚Erwachsenen-Comics’ „Der Garten der Lüste“ (1988), „Der 27. Buchstabe“ (1990) und „Satans Urteil“ (1993). Sein letztes, ähnlich gelagertes Album „Der Baum der zwei Frühlinge“ nach einem Szenario von Rudi Miel konnte er vor seinem Tod nicht mehr fertigstellen. Es erschien erst postum, vollendet von zahlreichen Freunden und Kollegen.